# Cape Town International Airport
Cape Town International Airport (IATA: CPT – ICAO: FACT) er den primære lufthavn i byen Kapstaden, og er den anden travleste lufthavn i Sydafrika efter O.R. Tambo International Airport i Johannesburg, og er den tredje travleste i Afrika. Beliggende cirka 20 km fra byens centrum, blev lufthavnen åbnet i 1954 for at erstatte Cape Town tidligere lufthavn, Wingfield Aerodrome. Cape Town International Airport er den eneste lufthavn i Cape Town hovedstadsområdet, der tilbyder passagerruteflyvninger. Lufthavnen har indenlandske og internationale terminaler, forbundet af en fælles central terminal.
Cape Town International Airport har direkte fly fra Sydafrikas to andre store byområder, Johannesburg og Durban, samt flyrejser til mindre centre i Sydafrika. Internationalt har det direkte fly til flere destinationer i Afrika, Asien og Europa. Luften rute mellem Cape Town og Johannesburg var verdens niende travleste flyrute i 2013 med en anslået 8,5 millioner passagerer. Lufthavn er central hub for South African Airways og Mango.